# 群花綻放、彷如修羅
《群花綻放、彷如修羅》是由武田綾乃原作，Musshu作畫的日本漫畫。於2021年7月號的Ultra Jump（集英社）上連載，本作為作者武田的首個原創漫畫 。
改編電視動畫於2025年1月開始播出。

## 登場人物

### 李之丘高中廣播社
春山花奈（聲：藤寺美德／悠木碧（聲漫版））
高中一年級生。當她在島上舉行讀書會時，因其獨特的朗誦方式受到瑞希的注意，而在李之丘高中的新生報到時被瑞希邀請加入了廣播社。
薄賴瑞希（聲：島袋美由利／日笠陽子（聲漫版））
高中二年級生。廣播社社長。她對花奈的聲音印象深刻，並邀請對方加入廣播社。過往真實身份為出生於財團的千金小姐，但被掌握財團的祖母所忽視而鬧矛盾離家，國中時甚至成為不良少女的一員，但內心空虛時被當時的國中學生會學姊邀請而加入廣播社從而喜歡上朗誦。
冬賀萩大（聲：千葉翔也）
高中一年級生。第一中學畢業。在國中時就有製作影像化作品的經歷而加入廣播社，初期和同社團的夏江杏關係十分緊張。外表看似輕浮但對自己製作的影音要求非常嚴格，寧願熬夜重製也絕不妥協交出不完美的作品。
秋山松雪（聲：山下誠一郎）
高中一年級生。第一中學畢業。出生精英家庭的模範生，外表看似溫文儒雅但實則有較為冷酷的一面，但在加入廣播社後逐漸受天然的花奈影響而慢慢卸下心房。
夏江杏（聲：和泉風花）
高中一年級生。第三中學畢業。對勝負級為看重的努力型強氣女，過往曾參加全國大賽，一開始看不慣靠天賦進入社團的花奈，也和冬賀萩大之間不合，但在與花奈鍥而不捨的磨合下逐漸認同成為其友人之一。
整井良子（聲：安野希世乃）
高中二年級生。廣播社副社長。
箱山瀨太郎（聲：坂泰斗）
高中二年級生。聲音沙啞。怕生。戴著眼鏡。
吉祥寺博美（聲：遊佐浩二）
廣播社的顧問老師，個性讓人難以捉摸的自戀狂，對瑞希而言是她不善相處的類型，曾在前一所學校曾帶領學生打入全國大賽，在朗誦指導這一塊的實力不容小覷。

### 音羽高中廣播社
箕原無花果（聲：青山吉能）
曇美咲（聲：市之瀨加那）
高中一年級生。第三中學畢業。與杏為兒時玩伴。

### 千鶴高中廣播社
西野蓮吾（聲：木村太飛）
林千晶（聲：小原好美）

### 紫丁香女子學院高中廣播社
牡丹鉾波可可（聲：加隈亞衣）
高中三年級生。在故事開始前一年的N大賽奪得朗讀組第一名。
香玲（聲：古賀葵）
高中一年級生。中國出身，國中時轉入。

### 島上居民
春山理惠（聲：後藤邑子）
春山花奈的媽媽。
都成（聲：淺野良介）

### 其他角色
西園寺修羅（聲：日笠陽子）
天才童星。
貓井未唯子（聲：根本京里）
田徑社成員，是花奈的同班同學、朋友。
弧之夜野終里（聲：小清水亞美）
松雪的姊姊，違背了父母的期待而成為了詩人。
林茉央（聲：遠藤綾）
林萌央（聲：小林沙苗）

## 用語
十鳴島
花奈所住、人口約600多人的小島。
李之丘高中
花奈所就讀的學校，為京都府立。
小李喵
李子丘高中廣播社的吉祥物。

## 書籍資料
| 卷數 | 集英社         | 集英社                 | 長鴻出版社    | 長鴻出版社            | 新星出版社 | 新星出版社             |
| 卷數 | 發售日期       | ISBN                   | 發售日期      | ISBN                  | 發售日期   | ISBN                   |
| ---- | -------------- | ---------------------- | ------------- | --------------------- | ---------- | ---------------------- |
| 1    | 2022年1月19日  | ISBN 978-4-08-892171-6 | 2023年5月26日 | ISBN 978-626-0077-037 | 2025年3月  | ISBN 978-7-5133-5912-2 |
| 2    | 2022年5月18日  | ISBN 978-4-08-892322-2 | 2024年8月14日 | ISBN 978-626-0089-610 | 2025年3月  | ISBN 978-7-5133-5912-2 |
| 3    | 2022年9月16日  | ISBN 978-4-08-892445-8 | 2024年9月25日 | ISBN 978-626-0092-221 |            | ISBN 978-7-5133-6079-1 |
| 4    | 2023年2月17日  | ISBN 978-4-08-892608-7 | 2025年3月5日  | ISBN 978-626-0097-745 |            | ISBN 978-7-5133-6079-1 |
| 5    | 2023年7月19日  | ISBN 978-4-08-892764-0 | 2025年6月11日 | ISBN 978-626-4300-407 |            | ISBN 978-7-5133-5843-9 |
| 6    | 2023年12月19日 | ISBN 978-4-08-893061-9 | 2025年6月25日 | ISBN 978-626-4301-602 |            | ISBN 978-7-5133-5843-9 |
| 7    | 2024年6月19日  | ISBN 978-4-08-893290-3 |               |                       |            |                        |
| 8    | 2025年1月17日  | ISBN 978-4-08-893535-5 |               |                       |            |                        |

## 電視動畫
2024年6月宣布電視動畫化。於2025年1月至3月播出。

### 製作人員
- 原作：武田綾乃、Musshu
- 監督：宇和野步
- 系列構成：筆安一幸
- 人物設定：相音光
- 動畫制作：Studio Bind[2]
- 製作：李之丘高中廣播社

### 主題曲
片頭曲自分革命
編曲、演唱：SHISHAMO，作詞、作曲：宮崎朝子。
片尾曲朗朗
作詞、作曲、演唱：，編曲：。

### 各話列表
| 話數     | 標題           | 劇本     | 分鏡                 | 演出                 | 作畫監督 | 總作畫監督         | 首播日期      |
| -------- | -------------- | -------- | -------------------- | -------------------- | --- | ------------------ | ------------- |
| 第一話   | 花奈與瑞希     | 筆安一幸 | 宇和野步             | 宇和野步             | 相音光 | -                  | 2025年 1月8日 |
| 第二話   | 喜好與才華     | 筆安一幸 | 宇和野步             | 仲神友貴             | 雛田由一、土佐岡加奈、佐藤修太、藤森蒼、月海充、柴田琴音                                                                                 | 森本陽、中和田優斗 | 1月15日       |
| 第三話   | 夢與外宿       | 筆安一幸 | 藍崎燈               | 藍崎燈               | 瀧本賢兒、降籏秀吉、山村俊了 | 島田聰史           | 1月22日       |
| 第四話   | 初次體驗與朋友 | 谷内直人 | 高津戶友明           | 高津戶友明           | 泉坂司、萩原圭太、川崎玲奈、杉薗真希、壽惠理子、鄭敏熙、陳婷婷、HONG NHUNG                                                               | 島田聰史           | 1月29日       |
| 第五話   | 青春與雨傘     | 筆安一幸 | 澀谷亮介             | 長島廣季             | 泉坂司、壽惠理子、鈴木優子、降籏秀吉、山村俊了、李嘉、林卓宇、蘇子緯、闇編先、郭書夢、張笑、麻薯、神龍                                   | 相音光             | 2月5日        |
| 第六話   | 原稿與鬆餅     | 谷內直人 | 土門健一、宇和野步   | 土門健一             | 泉坂司、壽惠理子、杉薗真希、藤部生馬、瀧本賢見、王世林、陳婷婷、趙二虎                                                                   | 島田聰史           | 2月12日       |
| 第七話   | 姊姊與弟弟     | 谷內直人 | 望月智充             | 幸博                 | 河野敏彌、迫江沙羅、片出健太、大野勉、佐佐木美穗、李育蓁、李煜惠、孫振亮、味增拉麵、牟鑫、胡雲濤、楊鎮宇、武劍、郭余樂、Usagi Hone、鞠啟 | 相音光             | 2月19日       |
| 第八話   | 滿足與未完成   | 谷內直人 | 辻紗耶佳、長島廣季   | 辻紗耶佳             | 陳鎧馳、中等暴龍、阿肆、則恩、顧宏瑜、王火龍、趙二虎、棒冰                                                                               | 瀧本賢兒           | 2月26日       |
| 第九話   | 成就與擦肩而過 | 谷內直人 | 澀谷亮介             | 北村充基             | 秋月彩、壽惠理子、黑岩裕美、大原大、川崎玲奈、李嘉、王世林、鄭敏熙、無錫市櫻花卡通有限公司                                               | 島田聰史           | 3月5日        |
| 第十話   | 橘與決心       | 谷內直人 | 望月智充、宇和野步   | 川岸和樹             | 泉坂司、扇多惠子、藤部生馬、萩原圭太、降籏秀吉、山村俊了                                                                                 | 相音光             | 3月12日       |
| 第十一話 | 夥伴與家族     | 筆安一幸 | 永居慎平             | 立野友貴、長島廣季   | 衫薗真希、立野友貴、壽惠理子、陳凱馳、中等暴龍、阿肆、則恩、李子奕、王火龍、王力、AnģO、cans、李玲、黃志華、神龍、無錫市櫻花卡通有限公司 | 島田聰史、瀧本賢兒 | 3月19日       |
| 第十二話 | 花奈與修羅     | 筆安一幸 | 高津戶友明、宇和野步 | 高津戶友明、宇和野步 | 山村俊了、壽惠理子、瀧山真哲、扇多惠子、黑岩裕美、川崎玲奈、藤部生馬、大原大、李嘉、萩尾圭太、天山、謝佳佳、黃志華、李玲                 | 相音光             | 3月26日       |

### 播映平台
| 播放時間             | 播放日期（UTC+9）               | 播放電視台 | 播放地區   | 備註               |
| -------------------- | ------------------------------- | ---------- | ---------- | ------------------ |
| 2025年1月8日—3月26日 | 星期三 1:29–1:59（星期二深夜）  | 日本電視台 | 關東廣域圈 | 首集播出時間為1:35 |
|                      | 星期三 23:30–00:00              | BS日本     | 日本全域   | BS放送             |
|                      |                                 | 千葉電視台 | 千葉縣     |                    |
|                      |                                 | 埼玉電視台 | 埼玉縣     |                    |
|                      |                                 | Tvk        | 神奈川縣   |                    |
| 2025年1月9日—3月27日 | 星期四 00:00–1:30（星期三深夜） | SUN        | 兵庫縣     |                    |
|                      |                                 | KBS京都    | 京都府     |                    |
|                      | 星期四23:30–00:00               | AT-X       | 日本全域   | CS放送/有重播      |

### BD
| 卷數 | 發售日期      | 收錄話數     | 規格編號   |
| ---- | ------------- | ------------ | ---------- |
| 上卷 | 2025年4月30日 | 第1話—第6話  | KIXA-90996 |
| 下卷 | 2025年5月28日 | 第7話—第12話 | KIXA-90997 |

## 外部連結
- 漫畫官方網站（日語）
- 漫畫連載網站（日語）
- 電視動畫官方網站（日語）
- 電視動畫官方的X（前Twitter）